# European Trophy Junior Tournament
Das European Trophy Junior Tournament (deutsch European-Trophy-Juniorenturnier) war ein europäisches Eishockeyturnier für die Juniorenmannschaften der Teams der European Trophy. Der Wettbewerb ersetzte das bisherige, auf Skandinavien beschränkte Nordic Trophy Junior Tournament, wurde jedoch nur einmal ausgetragen.

## Siegerliste
| Jahr | Hauptrunden-Sieger            | Playoff-Sieger |
| 2010 | Malmö Redhawks (Division CCM) | Frölunda HC    |
| 2010 | Frölunda HC (Division Reebok) | Frölunda HC    |